# Brug Oranjelaan
Brug Oranjelaan is een kunstwerk op de voormalige grens van gemeenten Amsterdam en Diemen. De brug heeft geen officiële naam.
De brug, in Amsterdam bekend als Brug 426, was tot begin 21e eeuw een houten brug op betonnen jukken, die lag over de restanten van een ringsloot in de Watergraafsmeer. De brug kreeg in 2005 net als tal van andere bruggen in de Watergraafsmeer een vernoeming naar de voetballers uit de succesjaren van Ajax. Deze brug werd vernoemd naar verdediger Velibor Vasović. De brug sloot aan op een uit noordelijke richting komende grote en hoge voet- en fietsbrug over de Rijksweg 10 met als doorgaande route Radioweg in Amsterdam en Oranjelaan in Diemen. 
Bij de verbreding van de Rijksweg 10 Zuid in de jaren tien van de 21e eeuw moest er over die weg een nieuwe brug komen, de latere brug 1906. Ongeveer gelijktijdig werd de strook grond ten zuidoosten van de rijksweg/ringweg, waar ook de Ooster Ringdijk op ligt, door Amsterdam overgedaan aan Diemen. De brug werd daarbij rond 2014 vernieuwd en enkele jaren later ook die Ooster Ringdijk. Er kwam een nieuwe betonnen brug, die tegelijkertijd haar Amsterdamse nummer en titel verloor; ze ligt immers op Diemense grond. De nieuwe brug steunt op brugpijlers die in het water staan, waarop jukken liggen. Op die jukken leunt de overspanning met dilatatievoegen boven de jukken. Op de brug staan stalen leuningen met daarop een houten reling. Aan de "Amsterdamse kant" van de brug staan twee houten pilaren, waaruit Diemen is uitgefreesd.

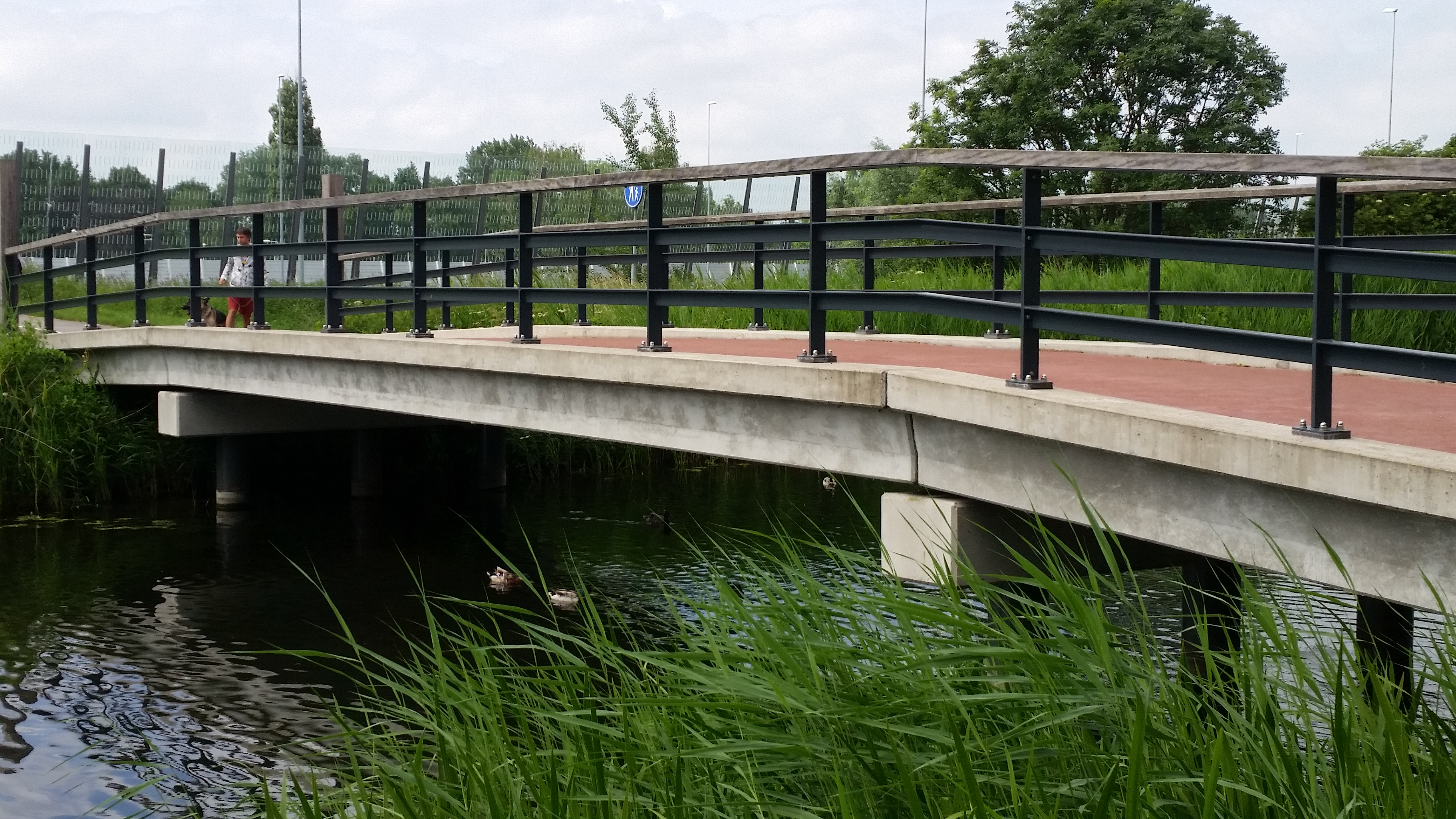
Overspanning van sloot (juli 2018)

<<< · 400 · 401 · 402 · 403 · 404 · 405 · 406 · 407 · 408 · 409 · 410 · 411 · 413 · 414 · 415 · 416 · 417 · 418 · 419 · 420 · 421 · 422 · 423 · 424 · 425 · 427 · 429 · 430 · 431 · 432 · 433 · 434 · 435 · 436 · 437 · 438 · 439 · 440 · 441 · 442 · 443 · 444 · 445 · 446 · 447 · 448 · 449 · 450 · 451 · 452 · 453 · 454 · 455 · 456 · 457 · 458 · 459 · 460 · 461 · 462 · 463 · 464 · 465 · 466 · 469 · 470 · 471 · 472 · 473 · 474 · 475 · 476 · 478 · 479 · 480 · 482 · 483 · 485 · 486 · 487 · 488 · 489 · 490 · 491 · 492 · 493 · 494 · 495 · 496 · 497 · 499 · >>>
Brugnummers 412, 426, 428, 467, 468, 477, 481, 484 en 498 zijn niet (meer) vergeven.